# Stát
Stát je základní územní mocenská jednotka, instituce (či organizace) disponující mocí vládnout, soudit a vytvářet zákony společnosti (státu). Stát je vymezen státní mocí, státním lidem (státním občanstvím) a státním územím. Svrchovaný stát není podřízen žádné jiné moci, a to jak vnější, tak vnitřní. Stát je územní veřejnoprávní korporace.

## Vymezení a definice státu
Niccolò Machiavelli poprvé definoval „stát“ jako pojem, který vyjadřuje politický útvar, aniž by sledoval typ režimu, který v něm je. Stát je neutrální, neboť nezahrnuje myšlenku dobra ani zla. Jeho hlavním a jediným zájmem je rozšíření a udržení moci, či jeho stability, kterou neudržuje řád, ale vojenská síla.
Max Weber definuje „stát“ jako lidské společenství, které si na určitém území nárokuje pro sebe monopol legitimního násilí. Pokud by neexistovalo násilí jako prostředek vynucování státního zájmu, tak by stát zanikl a místo něj by nastoupila anarchie.
Kritéria státu jsou definována v Konvenci o právech a povinnostech států z Montevidea, která byla podepsána roku 1933.
Podle této mezinárodní konvence je stát subjektem mezinárodního práva splňující tato kritéria:
- stálé obyvatelstvo,
- vymezené státní území,
- státní moc – vláda a státní aparát,
- schopnost vstupovat do vztahů s jinými státy (tzv. mezinárodněprávní subjektivita).

Montevideo je oblastní Americká konvence, ale principy obsažené v tomto článku byly obecně uznány v mezinárodním právu. Je otázka, zda tato kritéria jsou dostatečná. Každopádně první tři z uvedených kritérií jsou všeobecně uznávána, čtvrté de facto nastupuje automaticky při splnění prvních třech, proto se většinou v mezinárodní právu ani neudává. Praktickou podmínkou (a v minulosti hlavní) pro existenci státu je samozřejmě jeho uznání ostatními státy.
Thomas Hobbes definoval stát jako tzv. společenskou smlouvu mezi jednotlivcem a panovníkem. Dle jeho názoru král přejímá veškerou výkonnou, zákonodárnou a soudní moc, proti které není žádné odvolání.
G. W. F. Hegel byl toho názoru, že stát může být chápán jako politická jednotka určená územím, obyvatelstvem a autonomní vládou. Příslušnost k tomuto státu je dána občanstvím.

## Druhy státu
Druhy státu lze rozlišit například podle těchto kritérií:
- podle suverenity
  1. svrchované státy
  2. nesvrchované (závislé) státy
- podle způsobu vlády (zdroje moci)
  1. demokratické státy – na principech (nepřímé) zastupitelské nebo přímé demokracie
  2. nedemokratické
- podle hlavy státu (státní formy)
  1. teokracie
  2. monarchie
  3. republika
- podle způsobu výkonu státní moci
  1. centralizované státy
  2. decentralizované státy
- podle uspořádání státu
  1. unitární stát
  2. federace
  3. konfederace
- podle idejí
  1. národní stát – národ má výsadní postavení (Albánie, Řecko)
  2. občanský stát – všichni občané státu mají stejná práva, bez ohledu na příslušnost k národu (Francie, USA)
- podle složení obyvatelstva
  1. národní stát – většinu obyvatelstva tvoří jeden národ, menšiny téměř nepatrné (Dánsko, Norsko)
  2. státy s národnostními menšinami – obyvatelstvo tvoří většinový národ, ale i významné menšiny (Albánie, Česko, Slovensko)
  3. Státy více národů, typicky federativní – ve státu žijí dva a více rovnocenných národů (Indie, Švýcarsko, USA)

Zvláštním případem státních celků jsou také personální unie (společný panovník více států) a reálné unie (vlastně mezistupeň personální unie a konfederace).

## Vznik státu
Dějiny zaznamenaly nejrůznější způsoby vzniku států působením vnitřních i vnějších sil. Existuje několik základních teorií, jak stát vznikl:
- nábožensko-teleologická – stát existuje jako produkt boží vůle a dle jeho přikázání je každý povinen ho uznávat a podřizovat se mu. Toto učení patří k nejstarším.
- teorie moci – představuje si stát jako vládu silného nad slabým a současně prohlašuje tento stav za přirozený
- teorie právní – vidí stát jako právní výtvor
  1. patriarchální teorie – vysvětluje vznik státu a rodiny jako přirozeně vzniklých forem společnosti
  2. patrimoniální teorie – ukazuje vládní moc jako moc založenou na pozemkovém vlastnictví
  3. smluvní teorie – dle níž je smlouva právním důvodem pro vznik státu
  4. teorie právního státu – založená na odmítnutí dualismu státu a práva, resp. jejich ztotožnění
- teorie etická – usiluje o to, dokázat, že stát je mravně nutný
- teorie psychologická – lze sem zařadit všechny, kdo prohlašují stát za produkt ducha národa, výtvor přírody, dějinný akt, psychické vlastnosti či biopsychické instinkty a na tomto základě ho zdůvodňují.

## Alternativní definice
Stát je trvalý organický svazek lidstva, jisté teritorium obývajícího, s jedinou vůlí a jedinou mocí nejvyšší, jehož účelem jest napomáhati dosažení všech životních úkolů lidu, takto spojeného.[zdroj?]

## Kritika
Proti státu jako takovému vystupují anarchisté, kteří ho považují za nemorální, nepotřebný nebo přímo škodlivý. Jejich cílem je nahrazení státu jiným společenským uspořádáním. Anarchismus se člení na vícero proudů, které mohou, ale nemusejí, být navzájem kompatibilní. Sociální anarchisté navrhují stát nahradit autonomními komunitami nebo jejich obdobou, kdežto individualističtí anarchisté dávají důraz na svobodu jednotlivce a způsob, jakým se jednotlivec bude sdružovat s ostatními nechávají na něm.
Ekonom a anarchokapitalista Murray Rothbard považoval stát za nemorální, neboť prostředky ke své činnosti získává stát daněmi, které lidé na jeho území platí nedobrovolně a zároveň si přisvojuje pravomoci vyšší, než mají lidé, které stát zastupuje, a nemohli tedy na něj tato svá práva delegovat (např. právo vymáhat daně po jiných osobách).

## Název státu
Většina států má dva názvy:
1. protokolární název (dlouhý název, úřední název) stanoví jeho ústava: např. Slovenská republika, Švýcarská konfederace, Monacké knížectví, Norské království, Stát Izrael, Egyptská arabská republika, Spolková republika Německo.
2. geografický název (krátký název): např. Slovensko, Švýcarsko, Monako, Norsko, Izrael, Egypt, Německo

Dlouhá podoba (úřední , protokolární název) se používá, je-li řeč o státu jakožto o právnické osobě, např. Toto rozhodnutí je určeno Spojenému království Velké Británie a Severního Irska., Francouzská republika je oprávněna…, Smlouva mezi Ruskou federací a Belgickým královstvím… Pokud z důvodu opakování názvu státu v textu vyvstane potřeba užití krátké podoby, lze ji uvést obratem v závorce: „(dále jen ‚…‘)“.
Krátká podoba (krátký název) se užívá, je-li řeč o státu ve smyslu geografickém nebo ekonomickém, např. dělníci, kteří žijí ve Francii (na území Francie), vývoz z Řecka, vyrobeno v Německu.
U některých států jsou dlouhá a krátká podoba shodné, v nynější době např. Dominikánská republika, Spojené arabské emiráty, Středoafrická republika, Bosna a Hercegovina, Černá Hora, Gruzie, Irsko, Jamajka, Japonsko, Kanada, Maďarsko, Malajsie, Nový Zéland, Rumunsko, Turkmenistán, Ukrajina.

## Symboly státu
- státní vlajka
- státní znak
- národní hymna
- státní pečeť